# یاسمین هارپر
یاسمین هارپر (انگلیسی: Yasmin Harper؛ زادهٔ ۲۸ ژوئیهٔ ۲۰۰۰) شیرجه‌رو زن اهل بریتانیا است.
وی در مسابقات کشوری و بین‌المللی در مجموع برندهٔ ۱ مدال نقره، ۳ مدال برنز شده است.